# Trapped in the Closet: Chapters 13–22
Trapped in the Closet – Chapters 13–22 ist der zweite Teil eines mehrteiligen Dramedy-Musicalfilms unter der Regie von R. Kelly und Jim Swaffield. Zudem agierte Kelly auch als Produzent und schrieb auch das Drehbuch. Des Weiteren ist er der Erzähler der Geschichte, Synchronstimme für alle Schauspieler, Komponist des Soundtracks und Hauptdarsteller. Der Musikfilm beruht auf dem fünfteiligen Song Trapped In The Closet aus R. Kellys Studioalbum TP-3: Reloaded und stellt eine Komplettierung der anfänglich fünf zusammenhängenden Musikvideos dar. Der Film ist das Regiedebüt von Kelly. Während bereits die ersten zwölf Kapitel des Films bereits im Jahr 2005 veröffentlicht wurde, folgten weitere zehn Kapitel am 21. August 2007. Am 11. Dezember desselben Jahres folgte Trapped In The Closet: The Big Package, welche alle bisherigen 22 Kapitel auf einer Disc vereinte. Zuvor wurden, so wie bereits die vorherigen zwölf Kapitel, die einzelnen „Chapters“ als Musikvideos im Fernsehen erstausgestrahlt.